# Spondylurus nitidus
Spondylurus nitidus es una especie de escincomorfos  (lagartos y eslizones) de la familia Scincidae.

## Distribución geográfica
Es endémica de la isla de Puerto Rico e islas próximas como Icacos, cayo Luis Peña, cayo Norte y Culebra.

## Estado de conservación
Se encuentra amenazada por la pérdida de su hábitat natural.